# 李世芳
李世芳（1921年—1947年1月5日），原名李福禄，男，山西太谷人，生于绥远萨拉齐（今属内蒙古包头）。京剧演员，富连成社世字辈成员，师从尚小云、梅兰芳等名家，1935年出道起有“小梅兰芳”之称，1940年组建承芳社巡演。年少成名，先后被评定为“童伶主席”、“四小名旦”之首。1947年，因中国航空121号班机事故于青岛附近罹难，享年26岁。

## 早年

### 家世背景
1921年，李世芳出生于绥远特别区萨拉齐县炭市街（今属内蒙古自治区包头市土默特右旗），乳名福根儿。当时，他的父母李子健及李翠芬都是知名的晋剧演员，正在外出巡演。他们为孩子起名李福禄。3岁起，李福禄便随身为晋剧演员的父母来往于大小码头演戏。1931年春，李子健夫妇的戏班到北平（今北京）公演，获得好评，连演半年之久。李子健夫妇遂在北平定居下来。李福禄时年10岁，随父母定居北平。

### 科班经历
1931年7月，李福禄进入富连成社学习平剧（今京剧），改名李世芳，专攻青衣、花旦等角色，与毛世来成为世字辈的“科里红”。由于他嗓音、扮相与梅兰芳年轻时相似，故而富连成社决定令其排演梅派新戏。李世芳向梅兰芳弟子魏莲芳学习梅派技艺，同时受教于萧长华、苏雨卿、萧连芳、李连贞等名师。
1933年，富连成社盛字辈李盛藻、陈盛荪、杨盛春、刘盛莲等到上海演出，北平戏团后继无人，故而尚小云将《酒丐》交予叶盛章、李世芳、毛世来排演，又为李世芳、毛世来排演《金瓶女》《娟娟》，获得好评。1933年冬，李世芳拜尚小云为师。当时，袁世海、李世芳、毛世来、艾世菊等富连成科班会在尚小云家排戏。

### 年少成名
1935年春，李世芳在北平广和楼首演《霸王别姬》，获赞“小梅兰芳”。齐如山随后邀请尚小云观戏，后者赞不绝口。1936年，梅兰芳从上海到北平演戏，观看了李世芳演出的《霸王别姬》和《贵妃醉酒》甚满意。经萧长华介绍，并经由富连成班主叶龙章同意，与毛世来、张世孝、刘元彤等人一同拜梅兰芳为师。按照富连成社惯例，未出科不得另行拜师，但经齐如山劝说而破例，收四位弟子以示公平。
1936年冬，北平《立言报》在富连成社与中华戏曲专科学校的在校学员中举行童伶选举，被票选为“童伶主席”，超出第二名五六千张票之多，并在华乐园举行加冕典礼，各界所赠联幛花篮，摆满全场。1937年，因为对富连成社给其子尚长春次要角色不满，尚小云出走自创荣春社科班。故而富连成社改派张彩林给李世芳教戏。
1938年8月，李世芳满科，在华乐园演出毕业戏《太真外传》，座无虚席。

## 出科

### 休息养嗓
1937年卢沟桥事变后，日军攻占北平，富连成社继续在北平维持教学。因日军试图接管，中华戏曲专科学校则解散以示民族气节。杨小楼、余叔岩、梅兰芳、程砚秋等一大批知名戏曲家选择停演或者改行，其中不少以教授京剧维生。
1938年李世芳学成出科后，他的嗓子已经接近倒仓，不久即脱离富连成社回家养嗓。李世芳出入北平大马神庙胡同王瑶卿家，结识梅兰芳琴师王少卿。1931年梅兰芳南迁上海后，王少卿只给父亲王凤卿演出伴奏，李世芳师从王少卿，吊嗓子、说腔。
姚玉芙多年来替梅兰芳与配角们对戏，其女儿姚宝琏是李世芳的戏迷。每日清晨，姚宝琏便和李世芳一同去中央公园（今中山公园）喊嗓子，李世芳下午则到姚家研习梅派戏的腔调、身段。
在姚、王二家辅导下，李世芳嗓音逐步恢复。

### 复出巡演

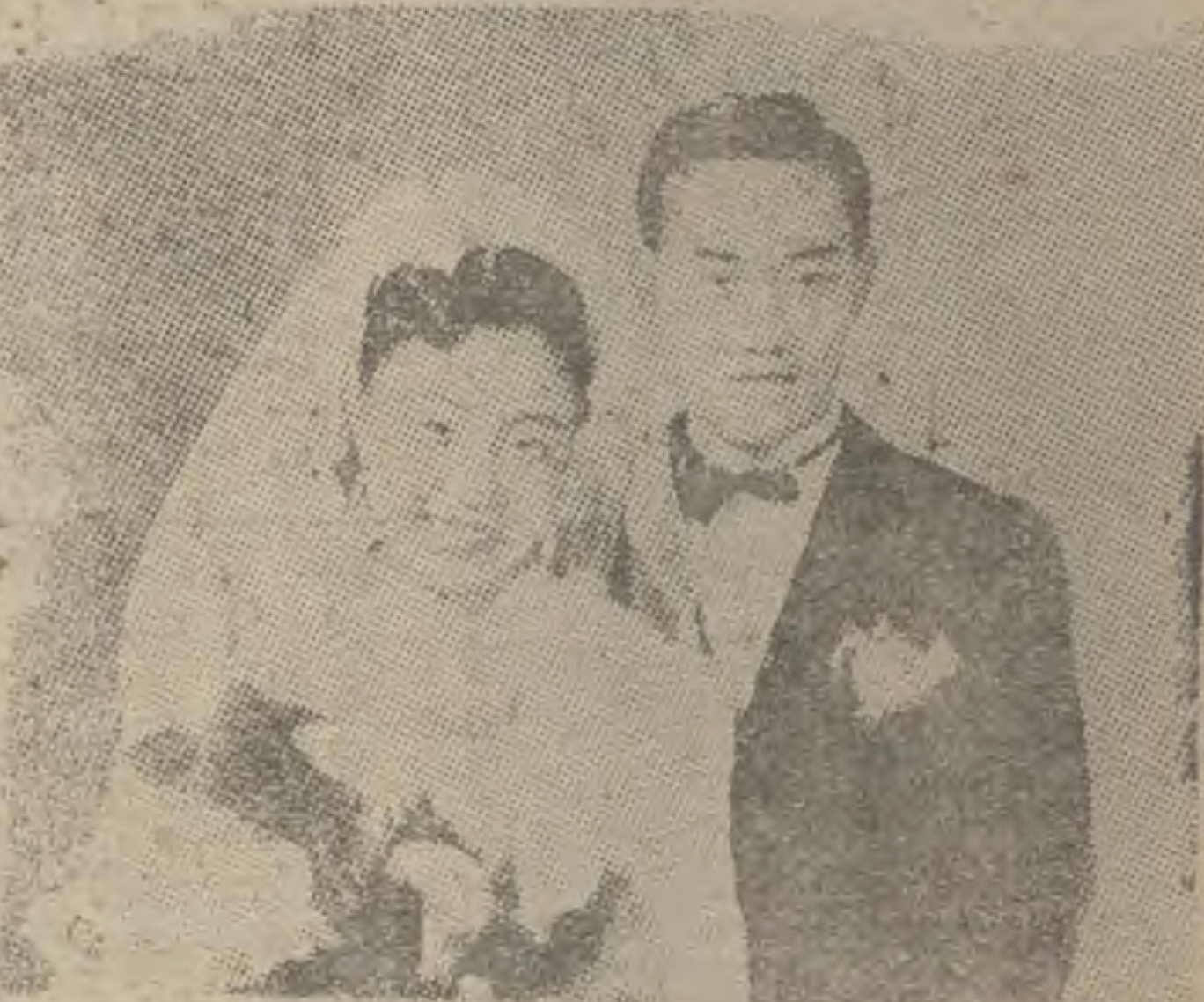
李世芳和他的妻子

1940年，李世芳召集贯盛习、张盛利、江世玉、江世升、孙盛武、李世霖、贾世珍等富连成毕业生组建戏团。戏团称承芳社，意即继承梅兰芳。在北平前门外大栅栏三庆园首演梅派名剧《廉锦枫》，王少卿操琴，李世芳主演，一炮而红。此后以梅派传人称号，至各地献演。当年，北平《立言画刊》评定李世芳和毛世来、张君秋、宋德珠为“四小名旦”，李世芳为“四小名旦”之首。
1941年到1942年，承芳社先后在北平三庆、华乐、吉祥、长安等戏院出演，并到上海、天津、济南、石家庄、太原等地公演。在天津中国大戏院演出时，每次演出两周，场场爆满，一票难求。在梅兰芳停演的时间里，满足了观众对观赏梅派戏的需求。
1942年，李世芳与姚宝琏在北平东单墨蝶林餐厅定婚，后偕新婚妻子到青岛演出《生死恨》《霸王别姬》《天女散花》《宇宙锋》等梅派戏，获得观众盛赞，连演13天才前往上海。1943年，李世芳依据昆曲《百花点将》改编出历史剧《百花公主》，在北平首演时轰动一时。杨宝森和李世芳合作的《四郎探母》在当时也是场场皆满。

### 上海寄居
1941年12月，太平洋战争爆发。1942年夏，梅兰芳从香港返回上海隐居，蓄须辍演，杜门谢客，谢绝演出邀约。李世芳或时因为演出，或是专程拜访，常在上海的梅兰芳家寄居。梅兰芳常在二楼梅华诗屋教授剧目，帮助李世芳排练身段、表情。1944年，还与夫人姚宝琏一同从北平前往上海庆祝梅兰芳50岁生日，获得梅兰芳亲自教授。1945年抗战胜利后，梅兰芳于1945年双十节在上海复出。
1946年，因为与中国共产党交流密切，北平梨园工会禁止李世芳演出。李世芳不得不解散承芳社，奔赴上海转投梅兰芳。同年夏，上海天蟾戏院约叶盛章、盛兰、世长弟兄和李世芳演戏，但到李世芳登台时才知自己不演压轴戏，而叶氏兄弟口碑不佳、上座不足，遂退出剧组，搬到马斯南路梅兰芳家，受梅兰芳、王少卿指教。7月，上海中华音乐剧团排演《孟姜女》，请李世芳来指导改进演技，以期赴美国演出，但李世芳最后自行决定不参加。
1946年12月下旬，上海中国大戏院请梅兰芳约演一期。梅兰芳借故大力推介自己弟子，演出《霸王别姬》颇为成功。然而不久，上海市场萧条，李世芳的演出上座率下降，梅兰芳一面安抚，一面亲自和李世芳一同上台演出。1946年除夕、1947年元旦及1月2日，梅兰芳与李世芳合作演出《金山寺》和《断桥》，梅兰芳饰白素贞，由李世芳饰小青。原本魏莲芳是梅剧团的二牌旦角，但却改换李世芳饰青儿，并获得成功，魏莲芳便婉言讽示李世芳抢了戏饭。

### 返平波折
1946年底，经由同行和承芳社成员的沟通斡旋，北平梨园工会同意李世芳复演，故而李世芳希望能赶快回到北平。当他已经打算搭船前往天津回北平时，青岛新新大舞台邀请李世芳演出，遂开始谈判，因配角问题未果。后其父又从北平来信，希望早日回平。因为李世芳夫人有病在身，故而又决定先行前往北平，已经买好机票。
12月9日，李世芳预订了往北平的机票，因为当晚梅兰芳有演出，想多观摩一次，遂退票改期。12月25日，平剧演员张春华在武汉演出完后搭飞机前往上海，在龙华机场降落时失事，机上40多人唯独张春华等几人幸存。李世芳前往医院探望，张春华听闻李世芳因夫人生病打算搭飞机去北平，便劝其退掉机票，改搭火车。梅兰芳亦以空难频发为由，劝其乘坐火车或轮船。12月26日，因受邀在上海警备司令杨虎元旦寿宴上表演，又退了机票。
1947年初，因与魏莲芳存在矛盾，为避免矛盾恶化，1月2日陪梅兰芳演完《白蛇传》中《水斗》《断桥》两折以后，李世芳再度决定回北平。1月4日，中国大戏院经理孙兰亭为其买了往北平的机票，但因天气原因未能成行。1月5日，中国航空公司由上海飞北平的机票早已订光。但因为杨宝森太太推迟前往北平，空出机票，这张机票随后又转到马富禄夫妇手中，李世芳随即向其求购并获得转让。
1月5日凌晨，梅兰芳一家人，包括梅葆琛、葆碉、葆玖，一同乘坐汽车到龙华机场送李世芳上机，张盛利也一同到场。

## 身后
1月5日5时许，李世芳所乘坐的中国航空121号班机起飞。早上8时左右，飞机坠毁于青岛李村桃源村狼牙山一带，起火焚烧，无人生还。下午4时左右，青岛梨园公会周林昆携同王春柏、毛剑秋、陈富瑞、周金莲、詹世辅、郭少衡、董玉苓等演员一同前往飞机失事现场。
1月5日夜，李世芳逝世的消息传来后，在中国大戏院后台化妆的梅兰芳几乎晕过去，梅兰芳次日专门致电中国航空公司核实后，恸哭流涕。李世芳岳父，名伶姚玉芙亦感叹命运如此，痛哭流涕。李世芳全家人悲痛不已，夫人姚宝琏几度尝试自杀未果。
1月6日，李世芳父亲李子键前往事故现场，但并没有找到李世芳或者他的遗体。后来，张盛利受梅兰芳嘱托，前往青岛辨认尸体，依靠李世芳登机时所穿的蓝缎面羊皮袄的衣角，和夫人宝琏给他亲手织的带花毛衣的残块，从烧焦的诸多尸体中辨认出李世芳的尸体。富连成社同辈、平剧演员袁世海从上海返回北平后，直奔李世芳父母家为李世芳之死痛哭。
此后，梅兰芳长期不愿意排演《金山寺》。直至1950年，带儿子梅葆玖演《金山寺》《断桥》后，梅兰芳对自己的秘书许姬传说：
回想四年前在上海中国大戏院，李世芳陪着我唱青蛇，这还是我演《金山寺》带《断桥》的初次尝试……从此就不愿再演这两出戏。我刚才扮上戏，又想起我的学生，还是止不住一阵心酸。

### 葬礼
1月12日，李世芳的尸体在青岛简易入殓，青岛梨园公会为其在青岛市胶州路吕祖庙举行了公祭仪式，会长杨寿山主持仪式。1月18日，遗体由青岛海运至天津，随后由汽车载往北平法源寺。
2月2日，天津梨园界在中国大剧院二楼为李世芳举行了公祭仪式，由叶盛章主持仪式，江世玉、李蓉芳、金友琴、金息侯、李木等人参与。
2月7日，富连成社、荣春社、鸣春社的师生以及在北平的戏剧名家在中山公园来今雨轩为李世芳举行公祭。尚小云主持祭礼，并请僧人到青岛超度亡灵。梅兰芳亦在其在上海为其主持祭礼。
4月24日，李子健夫妇偕同姚宝琏到北平松柏庵义地安葬李世芳，据说会最终迁葬到西直门外李家祖茔。

### 援助
为悼念李世芳，梅兰芳组织程砚秋、俞振飞、言慧珠、李玉茹、顾正秋等在中国大戏院举行6场义演，筹得6000万元抚恤金，全部寄给了李世芳的家属。青岛市文艺界积极捐款，并举办义演，将款项交予李世芳家人以表心意。北平梨园界组成后援会，与中国航空公司交涉，以赔偿家属生活费。1947年2月16日夜，天津中国大剧院为李世芳举办义演，筹得600余万元交予李子键。2月25日，天津常宝堃借用北平的华乐园举办两场义演。3月，上海中国大戏院举行两场义演，筹得1200万元交予李世芳家属。

### 分家
李世芳逝世后，姚宝琏带着大女儿大春住在李世芳的房子里，因李世芳衣服寄放在母亲房内与李家产生矛盾。姚玉芙从上海返回北平后，便提出让女儿与李家分家，带走三个孩子以及李世芳的遗物，李家拒绝。梅兰芳在上海听闻消息后，拜托齐如山、李春霖以及李世芳师兄叶盛兰、袁世海、张盛利等人居中调停。姚宝琏带走大女儿大春，搬去上海娘家。李子健夫妇带走孙女二春、三春，将北平家产变卖，返回山西老家。

## 家庭
父亲李子健，原名常兴建，是晋剧名旦，艺名“红牡丹”，早年丧父，随伯父带到张家口科班学戏，年少成名。母亲李翠芬，是河北梆子名伶，其父亲是北平的大珠宝玉器商，非常富裕，但膝下无子。李子健入赘成婚并改名。婚后，李翠芬改为表演晋剧，二人被长胜班从北平请来在宣化表演。1931年春，李子健夫妇的戏班到北平公演后，定居当地。李子建于1948年因脑溢血逝世。李翠芬则于1955年病逝。
妻子姚宝琏，是京剧名家姚玉芙的二女儿，自科班起便是李世芳的戏迷。1947年李世芳逝世后改嫁。中华人民共和国成立后，在天津广播电台工作，主持过《姚大姐说事》等节目。
大女儿，乳名大春，母亲姚宝琏改嫁时被带走。在中华人民共和国成立后，在山西成为晋剧演员。已逝世。
二女儿李祖英，乳名二春。母亲姚宝琏改嫁后，被托付其祖父母李子健和李翠芬夫妇撫養。在中华人民共和国成立后，在山西成为晋剧演员。
小女儿三春，现名张元贞，原名李祖培、李元贞，台湾杂技演员、国立台湾戏曲学院教职员。在李世芳死后被托付给祖父母。1948年李子健逝世后交予其弟子李碧蘭，1949年随李碧蘭一家到了台湾。10岁时被卖给大中華特技團團主張起超，自此成为杂技演员。1981年起担任特技教师。1980年代在香港登报寻亲，但因对亲人怨恨而不愿相见。2015年，经富连成社后人劝说，在富连成社创立110周年纪念活动上，与母亲姚宝琏以及姐姐李祖英相认。

## 推荐阅读
- 李祖英 (编). . 太原: 北岳文艺出版社. 1997. ISBN 9787537817332.
- 宋培予; 姚宝琏. . 北京市政协文史和学习委员会  (编).  下 第九卷. 北京: 北京出版社. 2021: 109–120. ISBN 978-7-200-13546-6.